# 小行星7702
小行星7702（英語：7702）是一颗围绕太阳公转的小行星。1991年8月5日，亨利·E·霍爾特在帕洛马山发现了此天体。
这颗小行星的绝对星等为335.3478715888209等。